# Fixedsys
Fixedsys är ett icke-proportionellt Windows-typsnitt. Namnet betyder fixed system, men uttalas ofta "fixed size" på engelska eftersom glyferna har en fixerad (fast) bredd. Det är det äldsta typsnittet (teckensnitt, enligt Microsofts vokabulär) i Windows och var systemtypsnitt i Windows 1.0. och 2.0. För Windows 3.x ersattes Fixedsys av MS Sans Serif.
Fixedsys försöker efterlikna det ASCII-typsnitt som visas under uppstartsprocessen av de flesta PC-datorer.
I Windows 95, Windows 98 och Windows ME var Fixedsys förvalt typsnitt i systemens ordbehandlare Notepad. I Windows 95 kunde detta typsnitt inte bytas ut.

## Exempel
Följande stycke text kommer att visas i Fixedsys om du har det installerat på ditt system. Om inte kommer ett Serif-teckensnitt att användas (såvida du inte ställt in webbläsaren att visa ett egenvalt typsnitt):
Engelska är ett västgermanskt språk som uppkom genom fornengelskans påverkan av nordiska och normandiska erövrare. Idag är engelska världens tredje mest talade språk efter kinesiska och hindi. Cirka 400 miljoner människor har engelska som modersmål. Det är även ett viktigt lingua franca.